# Alexandra Byrne
Pour les articles homonymes, voir Byrne.
Alexandra "Alex" Byrne est une costumière britannique née en 1962.

## Biographie
Alexandra Byrne grandit à Stratford-upon-Avon où elle passe son enfance à regarder les pièces de la Royal Shakespeare Company. 
Elle suit des études d'architecture à l'université de Bristol et, après l'obtention de son diplôme, choisit d'étudier la scénographie. À l'English National Opera elle étudie sous la tutelle de la costumière Margaret Harris. En 1989, son travail dans la comédie Some Americans Abroad, de Roger Michell, lui vaut une nomination au Prix Tony pour le meilleur décor. Après avoir travaillé pour le théâtre pendant une quinzaine d'années, puis un peu pour la télévision, elle a l'occasion de créer des costumes pour deux petites productions au cinéma. Elle décide alors d'en faire sa carrière,.

## Filmographie (sélection)
- 1996 : Hamlet de Kenneth Branagh
- 1998 : Elizabeth de Shekhar Kapur
- 2001 : Capitaine Corelli (Captain Corelli's Mandolin) de John Madden
- 2004 : Le Fantôme de l'Opéra (The Phantom of the Opera) de Joel Schumacher
- 2004 : Neverland (Finding Neverland) de Marc Forster
- 2007 : Elizabeth : L'Âge d'or (Elizabeth: The Golden Age) de Shekhar Kapur
- 2007 : Le Limier (Sleuth) de Kenneth Branagh
- 2011 : Thor de Kenneth Branagh
- 2012 : Avengers (Marvel's The Avengers) de Joss Whedon
- 2014 : Les Gardiens de la Galaxie (Guardians of the Galaxy) de James Gunn
- 2014 : 300 : La Naissance d'un empire (300: Rise of an Empire) de Noam Murro
- 2015 : Avengers : L'Ère d'Ultron (Avengers: Age of Ultron) de Joss Whedon
- 2016 : Doctor Strange de Scott Derrickson
- 2017 : Le Crime de l'Orient-Express de Kenneth Branagh
- 2018 : Mowgli : La Légende de la jungle (Mowgli: Legend of the Jungle) d'Andy Serkis
- 2018 : Marie Stuart, reine d'Écosse (Mary Queen of Scots) de Josie Rourke
- 2020 : Eternals de Chloé Zhao
- 2020 : Emma de Autumn de Wilde
- 2022 : Empire of Light de Sam Mendes
- 2025 : Les Quatre Fantastiques : Premiers pas (The Fantastic Four: First Steps) de Matt Shakman

## Distinctions

### Récompenses
- Oscar de la meilleure création de costumes
  - en 2008 pour Elizabeth : L'Âge d'or

### Nominations
- Tony Award des meilleurs décors
  - 1990 pour Some Americans Abroad
- Oscar de la meilleure création de costumes
  - en 1997 pour Hamlet
  - en 1999 pour Elizabeth
  - en 2005 pour Neverland
  - en 2021 pour Emma.
- British Academy Film Award des meilleurs costumes
  - en 1997 pour Hamlet
  - en 1999 pour Elizabeth
  - en 2005 pour Neverland
  - en 2008 pour Elizabeth : L'Âge d'or